# Associated Banc-Corp
A Associated Banc-Corp é uma holding de bancos regionais dos EUA que oferece serviços bancários de varejo, bancos comerciais, empréstimos imobiliários comerciais, bancos privados, serviços financeiros especializados e serviços de seguros. Está sediada em Green Bay, Wisconsin e é o maior banco (por tamanho de ativo) sediado em Wisconsin. Possui mais de 230 agências bancárias, atendendo a mais de 110 comunidades em Wisconsin, Illinois e Minnesota, e serviços financeiros comerciais em Indiana, Michigan, Missouri, Ohio e Texas.
Em 31 de março de 2019, tinha US$ 34 bilhões em ativos e foi uma das 50 principais holdings de bancos norte-americanos negociados em bolsa. O Associated Bank é um banco fretado nacionalmente, regulamentado pelo Escritório da Controladoria da Moeda, Departamento do Tesouro. O Associated Bank é membro da Federal Deposit Insurance Corporation, do Federal Reserve Bank de Chicago e do Federal Home Loan Bank de Chicago. A empresa possui aproximadamente 4.700 funcionários.[carece de fontes?]

## História
A holding Associated Banc-Corp foi formada em 1 de maio de 1970, quando três bancos comunitários formaram uma aliança bancária que se consolidou no Associated Bank. Os três bancos comunitários fundadores foram: O Primeiro Banco Nacional de Neenah, fundado em 1861; Kellogg Citizens National Bank, Green Bay, fundado em 1874; e Manitowoc Savings Bank, fundado em 1884.
- 1989 - Adquiriu o Associated De Pere Bank de De Pere, Wisconsin
- 1991 - Aquisição do Farmers State Bank of Pound, Wisconsin, e F&M Financial Services
- 1992 - Adquiriu a Wausau Financial e a Northeast Wisconsin Financial Services
- 1993 - Nome alterado para Associated Bank Green Bay, NA
- 1993 - Adquirido o primeiro banco nacional de Sturgeon Bay, em Sturgeon Bay, Wisconsin
- 1995 - Adquirida a GN Bancorp de Illinois
- 1996 - Adquirida a National Bancorp de Illinois, na América Central
- 1997 - Adquirida a Centra Financial de Wisconsin
- 1997 - Fundida com a First Financial Corporation de Stevens Point, Wisconsin[3]
- 1998 - Banco do Cidadão Adquirido, NA de Shawano, Wisconsin
- 1999 - Adquiriu a Windsor Bancshares de Minnesota[4]
- 2001 - Nome alterado para Associated Bank, NA; fundiu e renomeou bancos afiliados existentes em Milwaukee, Wisconsin; Neenah, Wisconsin; Manitowoc, Wisconsin; Wausau, Wisconsin; e Madison, Wisconsin
- 2002 - Adquirida Signal Financial Corp. de Minnesota[5]
- 2003 - Associadas incorporadas e renomeadas: Associated Card Services Bank em Stevens Point, Wisconsin, e Associated Bank Illinois em Rockford, Illinois
- 2004 - Adquiriu o primeiro banco federal de capital federal de La Crosse, Wisconsin, expandindo-se para o oeste e sudoeste de Wisconsin[6]
- 2005 - Bancos afiliados fundidos e renomeados em Minneapolis, Minnesota, e em Chicago, Illinois
- 2005 - Adquiriu os Serviços Financeiros do Estado de Hales Corners, Wisconsin, e expandiu-se para o norte de Illinois
- 2007 - Adquirido o Primeiro Banco Nacional de Hudson, Wisconsin[7]
- 2008 - Solicitou uma participação de US$ 525 milhões no fundo do Programa de Alívio de Ativos Problemáticos (TARP) de US$ 700 bilhões.
- 2009 - Nomeado William Hutchinson como Presidente do Conselho de Administração e Philip Flynn como Presidente e CEO
- 2010 - Anúncio de oferta de ações ordinárias de US$ 435 milhões para apoiar o crescimento contínuo[8]
- 2011 - Reembolsou US$ 525 milhões em ações do fundo de US$ 700 bilhões do Troubled Asset Relief Program (TARP)[9]
- 2012 - Reconstruiu o edifício Downtown Green Bay Regency, para criar o novo Centro Associado como sede[10]
- 2013 - Nomeada uma das 100 Empresas Mais Confiáveis pela Forbes.[11]
- 2014 - Ingressou na Bolsa de Valores de Nova York e começou a negociar sob o código "ASB"[12]
- 2015 - Aquisição da Ahmann & Martin Co., empresa de consultoria em riscos e benefícios para funcionários[13]
- 2016 - Adquiriu o prédio de escritórios de Milwaukee Center, com 28 andares, para permitir a expansão futura da empresa[14]
- 2017 - Adquiriu a Whitnell & Co., uma empresa de serviços familiares para gerenciamento de patrimônio[15]
- 2018 - Aquisição do Bank Mutual[16]
- 2018 - Adquiriu a Diversified Insurance Solutions, uma agência de seguros de benefícios para funcionários de Milwaukee[17]
- 2018 - Adquiriu a Anderson Insurance & Investment Agency, uma agência de seguros para compensação de trabalhadores com sede em Minneapolis[18]
- 2018 - Anunciada a aquisição de 32 agências do Wisconsin no The Huntington National Bank[19]

## Subsidiárias
Durante as décadas de 1990 e 2000, o Associated Banc-Corp incorporou todos os seus bancos afiliados ao Associated Bank, N.A., uma subsidiária integral. Em 1 de fevereiro de 2018, o Bank Mutual tornou-se uma subsidiária integral do Associated Banc-Corp.[carece de fontes?]
As subsidiárias do Associated Bank, N.A. incluem: Associated Trust Company, N.A.; Associated Financial Group, LLC (benefícios associados e consultoria de risco; Associated Investment Corp; e Associated Community Development, LLC.[carece de fontes?]
As subsidiárias do Bank Mutual incluem: BancMutual Financial Insurance Services, Inc. e MC Development LTD.[carece de fontes?]

## Patrocínios esportivos
O Associated Bank é o banco dos Green Bay Packers desde 1919. É um parceiro bancário do Milwaukee Brewers, da Universidade de Wisconsin-Madison Athletics, e do Minnesota Wild. É também o banco do Wisconsin Athletic Hall of Fame.